# Phoroncidia tricuspidata
Phoroncidia tricuspidata är en spindelart som först beskrevs av John Blackwall 1863.  Phoroncidia tricuspidata ingår i släktet Phoroncidia och familjen klotspindlar. Inga underarter finns listade i Catalogue of Life.